# Мехмет Шолль
Мехмет Тобяс Шолль (нім. Mehmet Tobias Scholl, * 16 жовтня 1970, Карлсруе) — німецький футболіст, півзахисник. По завершенні ігрової кар'єри — футбольний тренер, телевізійний модератор-оглядач та футбольний експерт.
Як гравець насамперед відомий виступами за клуб «Баварія», а також національну збірну Німеччини.
Восимиразовий чемпіон Німеччини. П'ятиразовий володар Кубка Німеччини. Володар Кубка УЄФА. Переможець Ліги чемпіонів УЄФА. Володар Міжконтинентального кубка. У складі збірної — чемпіон Європи.

## Клубна кар'єра
Вихованець юнацьких команд футбольних клубів «Карлсруе СК» та «СВ Ноордвест Карлсруе».
У дорослому футболі дебютував 1989 року виступами за команду клубу «Карлсруе СК», в якій провів три сезони, взявши участь у 58 матчах чемпіонату.
1992 року перейшов до клубу «Баварія», за який відіграв 15 сезонів. Більшість часу, проведеного у складі мюнхенської «Баварії», був основним гравцем команди. За цей час вісім разів виборював титул чемпіона Німеччини, ставав володарем Кубка Німеччини (п'ять разів), володарем Кубка УЄФА, переможцем Ліги чемпіонів УЄФА, володарем Міжконтинентального кубка. Завершив професійну кар'єру футболіста виступами за команду «Баварія» у 2007 році

## Виступи за збірну
1995 року дебютував в офіційних матчах у складі національної збірної Німеччини. Протягом кар'єри у національній команді, яка тривала 8 років, провів у формі головної команди країни 36 матчів, забивши 8 голів. 
У складі збірної був учасником чемпіонату Європи 1996 року в Англії, здобувши того року титул континентального чемпіона, а також чемпіонату Європи 2000 року у Бельгії та Нідерландах.

## Кар'єра тренера
Розпочав тренерську кар'єру невдовзі по завершенні кар'єри гравця, 2008 року, очоливши команду 13-річних в академії мюнхенської «Баварії».
Наразі останнім місцем тренерської роботи була команда дублерів «Баварії», яку Мехмет Шолль очолював як головний тренер до 2010 року.

## Титули і досягнення
- Чемпіон Німеччини (8):

«Баварія»: 1994, 1997, 1999, 2000, 2001, 2003, 2005, 2006
- Володар Кубка Німеччини (5):

«Баварія»: 1998, 2000, 2003, 2005, 2006
- Володар Кубка німецької ліги (5):

«Баварія»: 1997, 1998, 1999, 2000, 2004
- Володар Кубка УЄФА (1):

«Баварія»: 1996
- Переможець Ліги чемпіонів УЄФА (1):

«Баварія»: 2001
- Володар Міжконтинентального кубка (1):

«Баварія»: 2001
- Чемпіон Європи (1):

1996